# Bodewin Keitel
Bodewin Keitel, född 25 december 1888 i Helmscherode, död 29 juli 1953 i Göttingen, var en tysk general. Han var yngre bror till Wilhelm Keitel. Bodewin Keitel var mellan 1938 och 1942 chef för tyska arméns personalkontor (Heerespersonalamt, HPA).